# Westfunk
Die Westfunk GmbH & Co. KG mit Sitz in Essen ist ein deutsches, der Funke Mediengruppe (ehem. WAZ-Mediengruppe) angehörendes, Medienunternehmen. Sie tritt als Servicebetreiber von elf Lokalradios im Ruhrgebiet auf. Diese elf Sender erhalten ihr Mantelprogramm von Radio NRW, für technische Ausstattung, Disposition, Digitalprodukte und Marketing der Lokalradios zeigt sich aber die Westfunk verantwortlich. Dazu hält die Westfunk in den einzelnen Betriebsgesellschaften der Sender die Mehrheitsbeteiligungen. Sie betreut die Sender im Werbezeitenverkauf für den lokalen Werbeblock, der landesweite Werbeblock wird von Radio NRW betreut. Seit 2006 wird das Ziel verfolgt, ein einheitliches Senderbild zu schaffen, wodurch die Lokalradios die gleichen Senderfarben und ähnliche Logos erhalten. Im Juli 2019 wurde das Erscheinungsbild aller elf Lokalradios im Rahmen eines umfangreichen digitalen Relaunchprozesses erneuert, wobei die Westfunk als Dachmarke ebenfalls ihr Markenbild anpasste.

## Hauptsitz
Seit Januar 2019 ist die Zentrale der Westfunk im FUNKE Media Office untergebracht, dem Hauptsitz der Funke Mediengruppe in Essen. Die Radiosender zwischen Niederrhein, Ruhrgebiet und Sauerland werden von dort aus betreut.

## Produkte
Neben klassischer Radiowerbung vermarktet Westfunk auch Online Audio, wodurch die interessenbasierten Spartensender der Webradios mit Prestream- und Instream-Werbespots ausgestattet werden können. Die Simulcast-Streams erhalten ebenfalls die Möglichkeit, digitale Werbeblöcke auszuspielen – teils mit Audio Sync Display, wodurch zeitgleich zur Audiowerbung die passende visuelle Anzeige ausgespielt wird. Über die RadioSparBox werden Kundenkontingente im Rahmen von Gutscheinen vermarktet. Seit 2019 bildet die Podcast-Produktion einen Schwerpunkt in der Produktentwicklung, wobei Kunden eigene Brand Podcasts in den Häusern der Funke Mediengruppe produzieren können.

## Sender
Folgende Sender werden von Westfunk betreut:
- Radio Bochum
- Radio Essen
- Radio Mülheim
- Radio Oberhausen
- Radio Emscher Lippe
- Radio Duisburg
- Radio K.W.
- Radio Herne
- Radio Hagen
- Radio Ennepe Ruhr
- Radio Sauerland